# Zgodovina Tunizije
Zgodovina Tunizije obravnava dogajanja v času na prostoru današnje države Tunizije.

### Antična doba
V antičnih časih je na sedanjem tunizijskem ozemlju pomembno izstopala feničanska naselbina in postojanka Kartagina. V 4. stoletju pr. n. št. je postala najpomembnejši tekmovalec naproti Rimski republiki na področju dominacije nad Sredozemljem. To je botrovalo trem punskim vojnam, izmed katerih je bila zadnja usodna za Kartagino, saj so jo Rimljani v bitki leta 146 pr. n. št. porušili tako rekoč do tal. Tunizija je bila poslej del rimskega imperija.
Pomembno zgodovinsko obdobje Tunizije je tudi kraljevanje Vandalov. Slednji so del območja današnje Tunizije razglasili za svoje kraljestvo v 5. stoletju našega štetja.

### Srednji vek
Območje Tunizije so v 7. stoletju osvojili arabski muslimani. S tem je nastopilo dolgo obdobje prevlade arabske kulture, ki je iz dežele v veliki meri izrinila rimsko-krščanski način življenja. Opisovano dobo je s svojim vladanjem zaznamovalo več dinastij; med pomembnejšimi so Fatimidi (909–973) in Zeiridi (10. stoletje).
12. stoletje je prineslo vpade Normanov, ki so na ta način prevzeli nadzor nad nekaterimi pomembnimi obalnimi točkami dežele. Še v istem stoletju so si Arabci prisvojili nazaj zasedena območja, na oblasti pa sta se znašli dinastiji Almohadov (12. stoletje) in Hafsitov (1228–1574).

### Moderna zgodovina
Zanimiva točka zgodovine dežele je tudi prisotnost piratov na čelu z Barbaroso II. v 16. stoletju. Piratske sile so se polastile predvsem mesta Tunis. Temu so sledili boji s španskimi imperialnimi silami, ki so tudi prevzele nadzor nad ozemljem. Vendar je bilo tudi špansko vladanje obsojeno na hiter propad, in sicer s prihodom Turkov ter razširitvijo Osmanskega cesarstva na Tunizijo. Življenje pod turško oblastjo je trajalo vse do razsežne nestabilnosti cesarstva v 19. stoletju, ko se je v zadnjih desetletjih kazala vse večja avtonomija dežele.
Politične razmere v Tuniziji so doživele pomemben simboličen prerod z uveljavitvijo državne ustave leta 1861, prve ustave v arabskem svetu. Zavrt nadaljnji demokratični razvoj države pa je bil pogojen z nestabilno ekonomsko pozicijo in političnimi nemiri. Tako je leta 1869 Tunizija razglasila bankrot. Ekonomijo in s tem pomemben vpliv v državi je prevzela mednarodna finančna komisija na čelu s Francijo, Združenim kraljestvom in Italijo.
Pritiski mednarodnih nadzornikov so se stopnjevali, nakar so francoske oborožene sile leta 1881 vkorakale v državo pod pretvezo, da je tunizijska vojska prestopila meje z Alžirijo, ki je bila v tistem času ena pomembnejših francoskih kolonij, sploh v Afriki. Prišlo je do trenj med Francijo in Italijo – slednja je namreč že poprej kazala poželenje do tunizijske dežele. Kljub temu si Italija ni upala izzvati vojaškega spopada s Francijo, zaradi česar je 12. maja tega leta prišlo do uradne razglasitve Tunizije kot francoskega protektorata.
V drugi svetovni vojni je tunizijska država podpirala kvizlinško vichyjsko vlado, ki je vodila Francijo po kapitulaciji predvojne oblasti leta 1940 ob vdoru Tretjega rajha. Na ozemlju Tunizije se je bíla severnoafriška fronta: Erwin Rommel se je s svojimi četami umaknil v višavja južne Tunizije pred invazijo generala Bernarda Montgomeryja in zavezniških čet leta 1942. Zavezniki so dokončno zlomili odpor leta 1943 ter zatem ozemlje uporabili kot bazo za nadaljevanje boja preko Sicilije in Apeninskega polotoka v Evropo. Prav zaradi tega vidika – kot baza za prodor v Evropo z juga – je Tunizija odigrala izredno pomembno vlogo v drugi svetovni vojni.
Leta 1954 je prišlo do resnejših pritiskov javnosti in nacionalistično usmerjenih strank na francosko oblast, ki naj bi Tuniziji predala suverenost. Trenja so se prvič pokazala tudi v bolj nasilni luči, vse skupaj pa je bilo zadnja faza domestičnega odpora (proti protektoratu), ki se je začel z nacionalističnim gibanjem, ustanovitvijo Desturske (ustavno usmerjene) in kasneje neo-Desturske stranke – slednjo je v odločilnih časih vodil tunizijski »oče naroda«, Habib Bourguiba. V naslednjih dveh letih (1955 in 1956) so potekale daljnosežne politične spremembe v državi. Francija je zaradi velikih pritiskov in trenj sprva sprejela množico konvencij in protokolov, ki so se nanašali na delno suverenost dežele. V kasnejšem času tega prelomnega obdobja pa je prišlo do postavitve samostojne tunizijske vlade po 74 letih dominata. Habib Bourguiba, pred tem tudi izgnan v Egipt, se je vrnil v velikem slogu in bil na splošnih volitvah s svojo neo-Destursko stranko izvoljen za predsednika narodnega zbora, kasneje pa za predsednika vlade. 12. novembra 1956 so Tunizijo kot samostojno državo (monarhijo) priznali Združeni narodi. V letu 1957 je premier Bourguiba odpravil monarhijo – z bejem Tunisa Mohamedom al-Aminom na čelu – ter uvedel enopartijski sistem.
Predsednik Bourguiba je vladal na svojem mestu 31 let. Svojo vladavino je v svetu zaznamoval predvsem s pritiskom na islamske fundamentalistične vrednote ter uveljavljanjem pravic za ženske, s katerimi še danes ne more tekmovati nobena arabska država. Habib Bourguiba je bil 7. novembra 1987 odstranjen s položaja, kot uradni razlog pa je novopostavljeni predsednik Zine al-Abidine Ben Ali navedel njegovo senilnost. Predsednik Ben Ali je zmagal na nadaljnjih volitvah v letih 1989, 1994 in 1999.